# کارلین
کارلین (به چکی: Karlín) یک منطقهٔ مسکونی در جمهوری چک است که در Prague 8 واقع شده‌است.